# デヴィッド・クロス (ミュージシャン)
デヴィッド・クロス（David Cross、1949年4月23日 - ）は、イングランドのミュージシャン。ヴァイオリニスト、弦楽器奏者。メロトロン、ピアノやフルートも演奏する。ロンドン・メトロポリタン大学の音楽講師を務めている。
1972年から1974年までプログレッシブ・ロック・バンド「キング・クリムゾン」のメンバーだった事で知られる。

## 略歴
デヴォン州プリマスに生まれる。地元の学校に通っていた時にヴァイオリンを習い始め、同州の都市エクセターのカレッジに入ってから音楽と演劇を学ぶ。
1969年、フォーク・ロック・トリオのザ・リング（The Ring）のメンバーとして活動。
1972年、キング・クリムゾンのロバート・フリップとのジャムを何度か行った後、フリップが結成した新しいキング・クリムゾンに加入した。アルバム『太陽と戦慄』（1973年）と『暗黒の世界』（1974年）の制作に参加し、1974年7月にアメリカ・ツアーが終了すると脱退した。
以後、幾つかのバンドに参加しながら、ソロで活動する。
1999年頃に音楽レーベル「Noisy Records」を設立し、2004年からはデヴィッド・クロス・バンドを率いて活動している。
2015年、旧友フリップとのコラボレーション作品『スターレス・スターライト』を発表し、同年4月に来日。
2016年8月、ディスクユニオン新宿プログレッシヴ・ロック館で一日店長を務める。

## ディスコグラフィ

### キング・クリムゾン
- 『太陽と戦慄』 - Larks' Tongues in Aspic (1973年)
- 『暗黒の世界』 - Starless and Bible Black (1974年)
- 『レッド』 - Red (1974年)
- 『USA』 - USA (1975年)
- 『グレイト・ディシーバー - ライブ1973-1974』 - The Great Deceiver (1992年) ※1973年–1974年ライブ録音
- 『ザ・ナイトウォッチ -夜を支配した人々-』 - The Night Watch (1997年) ※1973年録音

### デヴィッド・クロス&ロバート・フリップ
- 『スターレス・スターライト』 - Starless Starlight (2015年) ※ロバート・フリップとのデュオ作品

### ソロ ／ デヴィッド・クロス・バンド
- 『備忘録』 - Memos from Purgatory (1989年)
- 『ビッグ・ピクチャー』 - The Big Picture (1992年)
- 『破滅への試行』 - Testing to Destruction (1994年)
- 『エグザイルズ』 - Exiles (1997年)
- 『クローサー・ザン・スキン』 - Closer Than Skin (2005年)
- 『アライヴ・イン・ジ・アンダーワールド』 - Alive in the Underworld (2008年) デヴィッド・クロス・バンド
- 『サイン・オブ・ザ・クロウ』 - Sign of the Crow (2016年) デヴィッド・クロス・バンド
- Crossing the tracks (2018年)

### デヴィッド・クロス&ナオミ・マキ
- 『アンバウンデッド』 - Unbounded (2006年)

### ラディウス
- Sightseeing (1988年)
- Elevation (1989年)
- Arc Measuring (1990年)
- 『ゼア・イズ・ノー・ピース』 - There Is No Peace (1994年)
- Severe Test: System Collusion (1995年)
- Civilisations (2000年)

### デヴィッド・クロス&アンドリュー・キーリング
- 『ENGLISH SUN (黄昏の英国 - イングリッシュ・サン)』 - English Sun (2009年)

### コラボレーション
- Alan Aldridge / William Plomer : The Butterfly Ball And The Grasshopper's Feast (1975年) ※ロジャー・グローヴァー主導のアルバムとは別物
- クリアライト : 『フォーエヴァー・ブロイング・バブルズ』 - Forever Blowing Bubbles (1975年)
- Paul Egan : Island of Dreams (1978年)
- Shock Headed Peters : Life Extinguisher (1986年) ※EP
- Low Flying Aircraft : Low Flying Aircraft (1987年)
- ダニエル・ダックス : 『ヒューマン・フラワー』 - Blast The Human Flower (1990年)
- ダーリン・バッズ : 『クラウダディ』 - Crawdaddy (1990年)
- ジェイド・ウォリアー : Distant Echoes (1992年)
- Various Artists : The Mellotron Album - Rime Of The Ancient Sampler (1993年)
- 久石譲 : 『地上の楽園』 - Chijou no Rakuen (1994年)
- スティック・メン＋ : 『ライヴ・イン・トーキョー 2015』 - Midori (2016年)
- David Cross and Sean Quinn : Cold Sky Blue (2016年)
- デヴィッド・クロス & デヴィッド・ジャクソン : 『アナザー・デイ』 - Another Day (2018年)
- デヴィッド・クロス & ピーター・バンクス : 『クロスオーヴァー』 - Crossover (2020年)